# Luca Manfè
Luca Manfè olasz séf, az Amerikai mesterszakács negyedik évadának győztese. Ő az első férfi győztese az Amerikai Mesterszakácsnak. Luca a harmadik évadban is indult, azonban a selejtezőn nem jutott tovább. Mielőtt Luca csatlakozott az Amerikai Mesterszakács főzőversenyébe étteremvezető volt New York City-ben.
Az Amerikai Mesterszakács negyedik évadának megnyerését követően saját vállalkozásba kezdett, Dinner with Luca (magyarul: Vacsora Lucaval) néven és megjelent saját szakácskönyve, a My Italian Kitchen: Favorite Family Recipes (magyarul: Én olasz konyhám: Kedvenc családi receptek). A szakácskönyvnek  nem jelent meg magyar nyelvű kiadása. 

## Könyvei
- Luca Manfè: My Italian Kitchen: Favorite Family Recipes from the Winner of MasterChef Season 4 on FOX. (angolul) (hely nélkül): Stewart, Tabori and Chang. 2014.   208. o. ISBN 978-1617691034

## Fordítás
- Ez a szócikk részben vagy egészben  a   Luca Manfè című angol Wikipédia-szócikk ezen változatának fordításán alapul.  Az eredeti cikk szerkesztőit annak laptörténete sorolja fel. Ez a jelzés csupán a megfogalmazás eredetét és a szerzői jogokat jelzi, nem szolgál a cikkben szereplő információk forrásmegjelöléseként.